# Martha Hofrichter
Martha Hofrichter, geb. Melzer, auch Marta Hofrichtrová-Melzrová (* 17. April 1872 in Brünn, Österreich-Ungarn; † 26. Oktober 1960 in Wien), war eine österreichische Grafikerin und Malerin, die in München, Paris und Wien wirkte. Sie schuf hauptsächlich Holzschnitte und Zeichnungen mit Tiermotiven.

## Leben
Martha Melzer war die Tochter eines Mediziners und dessen Ehefrau Anna Melzer, geb. Conrath (nach Verwitwung erneut verh. Boeck). 1894 heiratete sie in der Stadtkirche Allerheiligen in Leitmeritz den k. u. k. Lieutenant Zdenko Hofrichter, der später am Militärgeographischen Institut in Wien lehrte.
Im Jahr 1900 besuchte Martha Hofrichter die Tiermalschule von Hans von Hayek in Olching. Anschließend studierte sie von 1901 bis 1902 an der Kunstgewerbeschule Wien bei Alfred Roller und 1901 bei Maximilian Dasio in München. Ihre Studien führten sie noch mehrfach nach München, so war sie eine Schülerin von Angelo Jank. Neben Hayek und Dasio knüpfte sie dort Freundschaften mit Künstlern wie Alexander von Salzmann, Ernst Stern, Mary (Marie) Müller, Julie Steiner, Elisabeth Goetz-Gleistein und Else von Duran. Weiters hielt sie sich 1903 zu Studienzwecken in Dresden auf und wurde in Wien von Friedrich König im Holzschneiden unterrichtet.
1906/1907 studierte Hofrichter in Paris. Dort besuchte sie 1910 die Académie Ranson bei Maurice Denis und Félix Vallotton und die Académie de la Grande Chaumière bei Claudio Castelucho. Lucien Simon lenkte ihr Interesse auf die Darstellung von Tieren aus dem Zirkus und dem Zoologischen Garten. 1906 beschickte sie eine Ausstellung im Salon d’Automne. Sie war von 1906 bis 1909 Mitglied der Société des Artistes Indépendants, in deren Salon sie 1907 „mehrere vortreffliche Holzschnitte“ ausstellte. Im Jahre 1909 war sie auf einer Verkaufsausstellung im Rudolfinum vertreten. Während ihrer Zeit in Paris lebte Hofrichter in einer Wohnung in der Rue de Fleurus 27, zusammen mit ihrer lebenslangen Freundin Helene Funke. Um 1911/1914 zogen sie nach Wien.
In Wien engagierte sich Hofrichter vor allem in den neu entstandenen Künstlerinnenvereinigungen, die sich für die Gleichberechtigung von Frauen in der Kunst einsetzten. Sie war Mitglied und Ausstellungsteilnehmerin der Vereinigung bildender Künstlerinnen Österreichs VBKÖ (seit 1910) sowie der 1919 davon abgespaltenen „Freien Vereinigung“, der Österreichischen Exlibris-Gesellschaft, des „Neuen Wiener Frauenclubs“ und der Künstlergruppe „Bewegung“ (1918). Zu ihrem Wiener Freundeskreis gehörten bildende Künstlerinnen wie Hilde Exner, Nora Exner, Louise Fraenkel-Hahn und Eleonore Doelter sowie Schriftstellerinnen wie Margarete Langkammer. In den 1910er Jahren beschickte sie Ausstellungen der Wiener, Münchner und Berliner Secession. 1914 wurde sie auf der Internationalen Ausstellung für Buchgewerbe und Graphik in Leipzig mit einer Silbermedaille ausgezeichnet. Sie gehörte auch dem Verein der Deutschen Bildenden Künstler in Böhmen an. Dieser veranstalte jedes Jahr einen Wettbewerb unter seinen aktiven Künstlern für eine Neujahrsgabe an die Mitglieder. Der Preis für die Neujahrsgabe 1914 ging an Martha Hofrichter für ihr Werk „Raben im Schnee“, das am Jahresende 1913 verteilt wurde. Ferner nahm Martha Hofrichter an Ausstellungen in Prag teil.
Ab den 1930er Jahren sind keine künstlerischen Aktivitäten von Hofrichter mehr bekannt. Sie erblindete im hohen Alter und starb 1960 mit 88 Jahren in Wien. Sie wurde auf dem Friedhof der Feuerhalle Simmering bestattet (Abt. 3, Ring 1, Gruppe 4, Nr. 157).

## Werk
Martha Hofrichter schuf vor allem (ab ca. 1910 farbige) Holzschnitte und Zeichnungen. An Ölgemälden ist nur eines von ihr bekannt, das stark von Friedrich König und dem Secessionsstil beeinflusste Werk Frau mit Lyra bzw. Sappho (um 1900).
Hofrichter wählte fast immer Tiere als Hauptmotiv ihrer Werke, auch innerhalb ihrer Landschaftsdarstellungen. Sie beschäftigte sich insbesondere mit Zootieren, die sie in Institutionen wie der Menagerie Schönbrunn und dem Jardin d’Acclimatation in Paris studierte. Sie gestaltete unter anderem eine Reihe von Holzschnitten mit Tierfabeln und Zeichnungen zur Illustration von Märchen. Während ihres ersten Parisaufenthalts wurde das Zirkusleben zu ihrem wichtigsten Thema. Diese Werke zeigen sich beeinflusst von Henri de Toulouse-Lautrec und anderen französischen Impressionisten sowie japanischer Kunst. Seit ihrem zweiten Aufenthalt in Paris überwiegen Holzschnitte mit großflächigen Farbfeldern und teilweise expressive Bildkompositionen. Dabei sind Einflüsse durch Paul Gauguin und die Farbtheorie von Maurice Denis erkennbar. Als Hofrichters Hauptwerke gelten ihre zwischen 1910 und 1912 entstandenen Farbholzschnitte wie Peruanische Mumien, Unterm grünen Zirkuszelt und An der Seine/Notre Dame.
Hofrichter wirkte auch als Kinderbuchillustratorin, gestaltete Exlibris (u. a. für ihre Mutter) und andere Gebrauchsgrafiken mit Floral- und Tiermotiven.
Werke von ihr befinden sich unter anderem in den Sammlungen der Albertina in Wien und des Gutenberg Museums.
Werke (Auswahl)
- Frau mit Lyra/Sappho, um 1900, Öl auf Leinwand, 64 × 69 cm[11]
- Au jardin d‘ acclimatation, 1906/1907
- Panther, 1906 Ausstellung im Salon d’Automne
- Aus der Provence, Hochstadt im Winter, Holzschnitte, 1909 Ausstellung Hagenbund[12]
- Winter, Maultiergespann, Original-Holzschnitte, 1910 Ausstellung VBKÖ[13]
- An der Seine, Zirkus, Im cirque Métropole, Holzschnitte, 1911 Ausstellung VBKÖ
- Während der Probe, farbige Zeichnung, 1911 Ausstellung VBKÖ
- Peruanische Mumien, 1913 Ausstellung der Vereinigung Bildender Künstler Österreichs Secession, Wien[14]
- Exlibris für Anna Boeck, 1914, farbige Zinkografie[15]
- Unterm grünen Zirkuszelt, Zebra, Zirkus Taraba, Im Hafen, Raben im Schnee, Holzschnitte, 1919 Ausstellung „Freie Vereinigung“[16]

## Ausstellungen (Auswahl)
- 1906: Salon d’ Automne, Paris
- 1907: Salon des Artists Indépendants, Paris
- 1909, 1911, 1930: Hagenbund, Wien[17][18][19]
- 1910, 1911, 1913, 1917, 1930: Vereinigung bildender Künstlerinnen Österreichs, Wien
- 1908, 1914: Verein der schönen Künste, Prag
- 1910, 1913, 1919: Wiener Secession (1910: Die Kunst der Frau)[20][21][22][23]
- 1911, 1912: Berliner Secession
- 1912, 1913: Münchner Secession
- 1913: Österreichische Exlibris-Gesellschaft, Wien
- 1914: Vorschau, Neuer Wiener Frauenklub[24]
- 1914: Internationale Ausstellung für Buchgewerbe und Graphik, Leipzig
- 1914: Kunstverein Kärnten[25]
- 1917: Liljevalchs konsthall, Stockholm[26]
- 1918: Künstlergruppe „Bewegung“, Wien
- 1919: Künstlergruppe „Freie Vereinigung“, Wien
- 1921: Galerie für moderne Kunst, London[27]
- 2003: Dean Jensen Gallery, New York
- 2010: Shepherd & Derom Galleries, New York
- 2013: Wege zu Gabriele Münter und Käthe Kollwitz. Holzschnitte von Künstlerinnen des Jugendstils und des Expressionismus, Kunstmuseum Reutlingen, Spendhaus[28]